# Straße von Semau
Die Straße von Semau ist eine Meerenge im Timorarchipel der Kleinen Sundainseln. Sie trennt die Insel Semau im Westen von der Insel Timor im Osten. Gleichzeitig verbindet sie die Sawusee im Norden mit der Straße von Roti im Süden. In der Meerenge liegt vor der Küste von Semau die kleine Insel Kambang. Am Nordende der Straße befindet sich auf der Seite Timors der Eingang zur Bucht von Kupang.
Politisch gehört die Region zur indonesischen Provinz Ost-Nusa Tenggara.